# Adolphe-Napoléon Didron

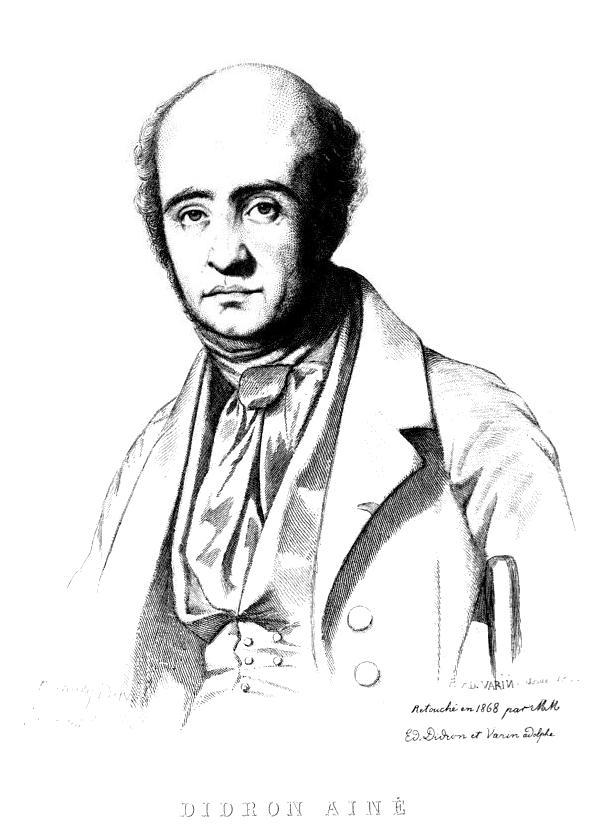
Adolphe Napoleon Didron

Adolphe-Napoléon Didron (* 13. März 1806 in Hautvillers (Département Marne); † 13. November 1867 in Paris) war ein französischer Archäologe.
Didron studierte erst Rechtswissenschaft, wechselte aber, nachdem er durch Victor Hugos Roman Notre Dame de Paris aufmerksam wurde, zur Archäologie, die sich hauptsächlich auf die Christliche Kunst des Mittelalters und die christliche Symbolik erstreckten.
Ab 1844 gab er die von ihm bis zu seinem Tod geleitete Zeitschrift Annales archéologiques heraus, die für Frankreich das Hauptorgan für Kunstarchäologie des Mittelalters wurde. Im ersten Jahrgang erschien bereits ein Artikel des Architekten Jean-Baptiste Lassus, in dem am Beispiel der Restaurierung der Pfarrkirche Saint-Germain-l’Auxerrois in Paris gezeigt wird, dass das Geheimnis der Glasmalerei im 19. Jahrhundert nicht verloren sei. Zusammen mit Didron entwarf Lassus 1839 eine Glasmalerei für das Passionsfenster nach Vorbildern aus dem 13. Jahrhundert, wobei die Dimensionierung und das Bleinetz von mittelalterlichen Fenstern übernommen wurde und dort, wo Vorbilder fehlten, nach passenden Motiven bei Reliefs oder Miniaturen gesucht wurde. Ausgeführt wurde die Glasmalerei durch den Chemiker M.-E.-F. Reboulleau, der 1844 mit dem Buch Nouveau manuel complet de la peinture sur verre eine Anleitung für die Glasmalerei veröffentlicht hatte und dem Glasmaler Louis Steinheil.

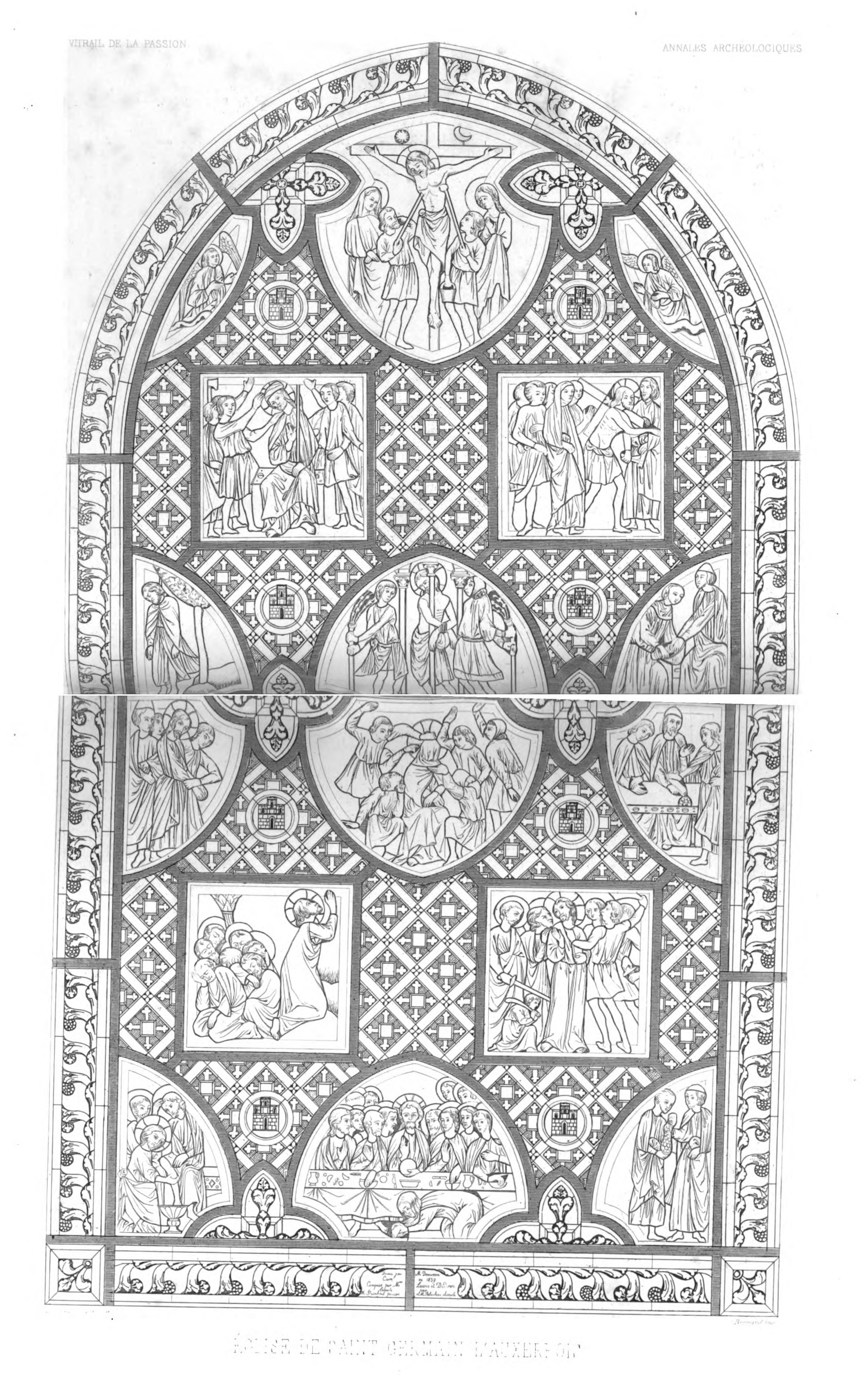
Karton von Lassus und Didron
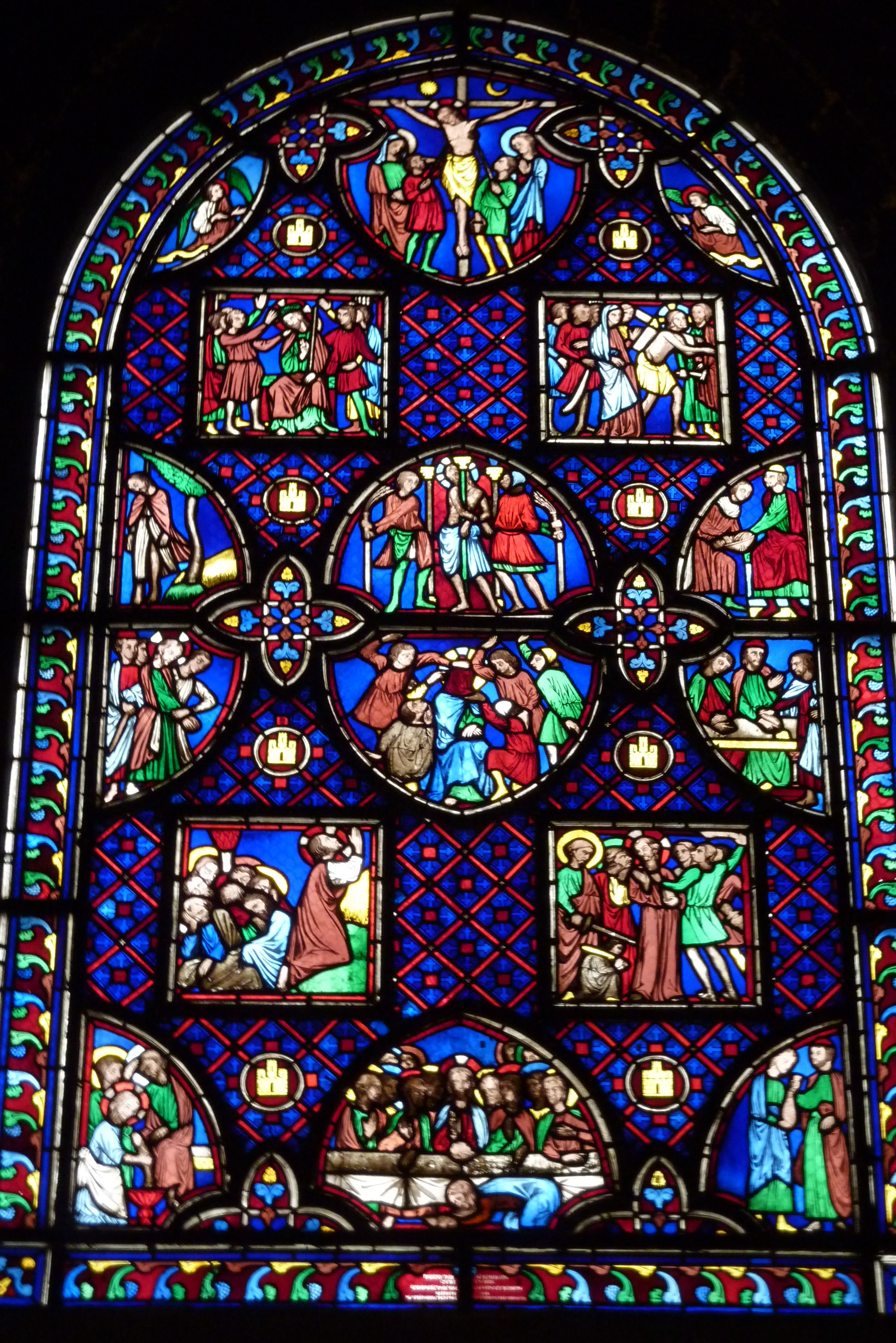
Umsetzung von Reboulleau und Steinheil

Didron hatte 1845 eine besondere Buchhandlung für Archäologie gegründet, ebenso 1849 eine Anstalt für Glasmalerei und 1858 eine Fabrik für Bronzewaren im Stil des Mittelalters.
Sein Neffe und Adoptivsohn Édouard Didron übernahm nach seinem Tod die Glasmalereiwerkstatt.

## Werke
- Histoire de Dieu, iconographie des personnes divines (1844)
- Iconographie chrétienne grecque et latine (mit Paul Durand, 1845)
- Iconographie des chapitaux du palais ducal de Venise (mit Burges, 1857)
- Manuel des oeuvres de bronze et d’orfévrerie du moyen-âge (1859)
- Verrières de la Rédemption à Notre Dame de Châlons sur Marne (1863)
- Monographie de la cathédrale de Chartres (1866)